# Schizura
Schizura is een geslacht van vlinders van de familie tandvlinders (Notodontidae), uit de onderfamilie Heterocampinae.

## Soorten
- S. apicalis Grote & Robinson, 1886
- S. badia Packard, 1864
- S. biedermani Barnes & McDunnough, 1911
- S. concinna Abbot & Smith, 1797
- S. dospeppa Dyar, 1912
- S. errucata Dyar, 1906
- S. ipomaeae Doubleday, 1841
- S. leptinoides Grote, 1864
- S. madara Schaus, 1939
- S. manca Schaus, 1912
- S. nocens Dognin, 1908
- S. pegasis Schaus, 1892
- S. romani Bryk, 1953
- S. salvador Schaus, 1928
- S. schausia Jones, 1908
- S. tizoc Schaus
- S. tomaea Dyar, 1917
- S. unicornis Abbot & Smith, 1797